# أبناء عيلبون (فلم)
أبناء عيلبون (بالإنجليزية The Sons of Eilaboun)، فيلم وثائقي من إخراج وإنتاج هشام زريق حائز على جائزة العودة 2008 ، يروي قصة مجزرة عيلبون في فلسطين عام 1948.
يقول مخرج الفيلم: “ أردت أن أروي حكاية قرية فلسطينية تشكل نموذجا لـ (531) قرية هدمتها إسرائيل، وطردت أهلها منها، ثم ادعت أن أهالي هذه القرى هم الذين غادروها. لا يستطيع والدي، حتى اليوم، وبعد خمسين عاماً على المجزرة، أن يستعيد ذكرى ما جرى دون أن يتنهد ويدمع، ليس لأنه فقد أخاه فحسب، وإنما لأنه أضحى مع كل أبناء قريته لاجئين ومهجرين، وبالكاد تعرّفوا على قريتهم حين عودتهم إليها، فقد نهب جنود الاحتلال كل ما له قيمة فيها، وما لم يتمكنوا من حمله دمّروه”.
وفي الفيلم يستعرض المؤرخ الإسرائيلي التقدمي إيلان بابه الخلفية التاريخية لتهجير الفلسطينيين من أراضيهم خلال النكبة، ويلفت إلى خطة التطهير العرقي الصهيونية التي قادها دافيد بن غوريون

## مهرجانات
عرض الفيلم في العديد من المهرجانات الدولية منها:
- مهرجان بوسطن للافلام 2008 ، الولايات المتحدة
- مهرجان إزمير السينمائي الدولي 2008 ، تركيا
- المهرجان الدولي للسينما الأوروبية العربية 2008، أسبانيا[8]
- مهرجان قرطاج السينمائي 2008 ، تونس
- مهرجان شيكاغو للافلام، الولايات المتحدة
- مهرجان الفيلم العربي السنوي الثالث عشر، الولايات المتحدة
- مهرجان فلسطين السينمائي في مدريد 2010 ، إسبانيا
- مهرجان الفيلم الفلسطيني بتورنتو 2012، كندا

## طالع أيضًا
- تهجير الفلسطينيين 1948